# 지뢰 찾기

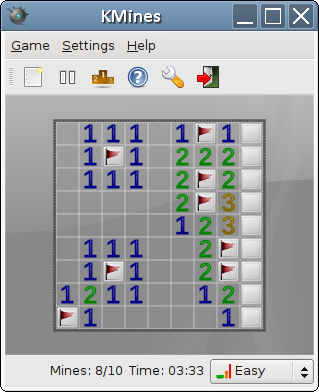
KDE에 포함된 지뢰 찾기인 KMines.

지뢰 찾기(Minesweeper)는 혼자서 하는 컴퓨터 게임이다. 여기서 영어 낱말 "Minesweeper"(마인스위퍼)는 지뢰를 찾아 제거하는 사람이나 배를 가리킨다.
이 게임의 목적은 지뢰를 피해서 지뢰밭의 모든 단추를 여는 것이다. 이 게임은 여러 종류의 컴퓨터 플랫폼으로 포팅되었으나, 그 가운데 가장 널리 알려진 것은 윈도우에 포함되어 있는 버전이다.

## 규칙
게임 화면은 여러 개의 네모꼴 단추(격자)로 이루어진 “지뢰밭”으로 이루어져 있다. 각 단추는 눌러서 열 수 있다. 지뢰가 숨겨져 있는 단추를 눌러 열면 게임이 끝나게 된다. 만약 지뢰가 없는 단추라면, 두 가지 경우가 생긴다. 열린 단추에 맞닿은 둘레의 다른 단추에 숨겨져 있는 지뢰 개수가 쓰여 있을 수가 있다. 또는, 숫자가 나타나지 않는다면(즉 둘레의 숨겨진 지뢰가 없다면), 자동으로 둘레에 맞닿아 있는 단추도 함께 열린다. 지뢰가 숨겨져 있지 않은 모든 단추를 열면 게임에서 이기게 된다.
게임을 하는 이는 지뢰가 숨겨져 있다고 생각되는 단추에 마우스 오른쪽 버튼을 클릭을 해 깃발을 세워둘 수 있다. 어떤 버전에서는, 이미 단추가 열려 숫자가 적힌 둘레로 그 숫자만큼의 깃발이 세워져 있는 경우, 마우스 양쪽 버튼을 눌러 나머지(깃발이 세워져 있지 않은) 단추를 한꺼번에 열 수 있다. 그러나 이때 깃발이 잘못 세워져 있었다면, 바로 게임이 끝나게 된다. 또 어떤 버전에서는, 깃발을 세우기 위해 마우스 오른쪽 버튼을 누른 상태로 마우스를 끌고 다니면서 왼쪽 버튼을 연거푸 눌러 여러 개의 다른 단추를 짧은 시간 동안에 열 수도 있다.
대부분의 지뢰 찾기 버전에서는 게임을 하는 이가 처음 여는 단추에는 지뢰를 숨기지 않도록 조정하기도 하며, 또한 확률 50%의 짐작해야 하는 상황을 만들지 않도록 지뢰밭을 조정하기도 한다.

## 분석
지뢰 찾기는 NP-완전 문제에 속한다는 사실이 증명되었다.

## 역사
지뢰 찾기는 1960년대와 1970년대의 초기 메인프레임 컴퓨터 게임이 기원으로서 이름은 Jerimac Ratliff의 큐브(Cube)이다.
- 1973년 데이빗 알이 3차원 마인스위퍼를 만듦.
- 1981년 텍트로닉스 4051용 마인스위퍼가 등장함.
- 1985년 콘웨이와 홍과 스미스가 마인스위퍼와 비슷한 릴렌트리스 로직(Relentless Logic; RLogic)을 만듦.
- 1989년 로버트 도너가 현재의 마인스위퍼를 만듦.
- 1992년 마인스위퍼가 마이크로소프트 윈도우 3.1에 탑재됨. 한글판에서는 지뢰 찾기라고 이름을 지음.

도너가 만든 지뢰 찾기와 RLogic의 관련은 확실하지는 않다. RLogic이 물론 더 오래된 게임이지만, 그 개념이 간단하기 때문에, 지뢰 찾기가 RLogic과 비슷한 것은 단순한 우연일 수도 있다.
MineSweeper3D라고 불리는 3차원 버전의 지뢰 찾기도 존재한다. 어떤 버전에서는 지뢰밭의 모습이 달라지기도 한다. 이를테면, X11 기반의 XBomb와 윈도용의 프로페셔널 마인스위퍼(Professional Minesweeper)는 세모와 육각형 모양의 단추 격자 등을 제공한다.
휴대용 게임기인 게임 보이용 지뢰 찾기도 있다.

## 변종

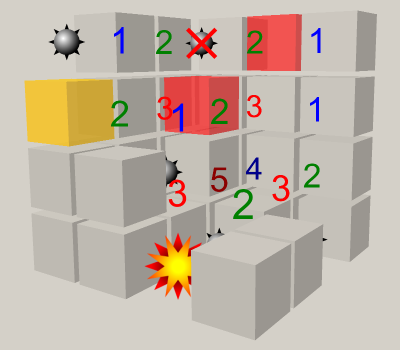
3차원
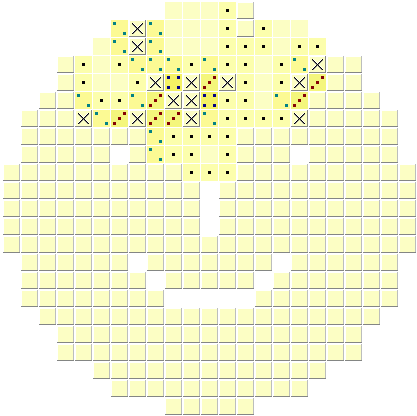
차
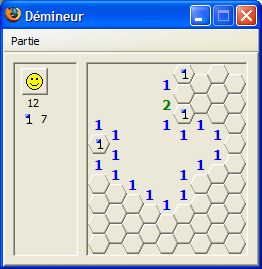
육각형
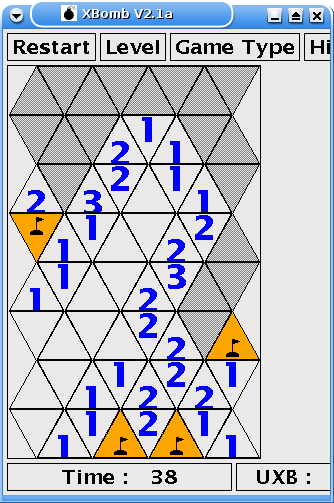
삼각형
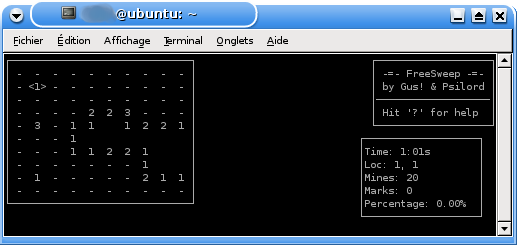
ASCII

## 같이 보기
- 지뢰
- 지뢰 찾기 (윈도우)